# Ibn Hayyan
Abu-Marwan Hayyan ibn Khàlaf ibn Hussayn ibn Hayyan ibn Mùhammad ibn Wahb ibn Hayyan al-Qurtubí (àrab: أبو مروان حيان بن خلف بن حسين بن حيان بن محمد بن حيان بن وهب بن حيان القرطبي, Abū Marwān Ḥayyān ibn Muḥammad ibn Ḥusayn ibn Muḥammad ibn Ḥayyān ibn Wahb ibn Ḥayyān al-Qurṭubī), més conegut simplement com a Ibn Hayyan (Còrdova, 987/988 — 30 d'octubre de 1076), fou el més gran historiador medieval de l'Àndalus, incloent els historiadors musulmans i cristians.

## Biografia
Descendent d'una família de mawles, clients dels omeies des de l'arribada a la península d'Abd-ar-Rahman I ad-Dàkhil; Khàlaf, el seu pare, fou secretari en l'administració desenvolupada per Almansor.
Estudia amb nombrosos mestres, entre les quals destaquen: Abu-Úmar Àhmad ibn Abu-Hubab, eminent filòleg que fou preceptor de l'hereu d'Almansor; Abu-l-Alà Sàïd al-Baghdadí, viatger i excèntric literat, convertit en l'àrbitre de la moda literària de la cort; Abu-Ḥafs Úmar ibn Nàbil al-Umawí, alfaquí i tradicionista; Abu-l-Qàssim Abd-ar-Rahman ibn Abi-Yazid, literat i tradicionista egipci; i Ibn al-Faradí, tradicionista i autor d'un complet diccionari biogràfic; preparant-se per seguir la carrera administrativa a la cort omeia, la qual inicia ocupant prou jove encara, el càrrec de sàhib ahkam aix-xurta de Còrdova, encarregat de l'ordre públic.
Amb la crisi política i la guerra civil que porta a la caiguda del califat de Còrdova, la família perd la seva posició al voltant del poder polític, i es produeix el seu eclipsi social; fet que condicionarà la trajectòria vital d'Ibn Hayyan, i el decantarà a l'estudi de la història del califat i el seu desmembrament.
El recull de materials i la confecció de diverses obres històriques, emmarcades en el projecte historiogràfic conegut com a At-tarikh al-kabir (La gran història), en principi amb un volum que arriba als 50 títols, foren confeccionats seguint els interessos dels seus patrocinadors, per sortir de la penúria econòmica en què es trobava.
Posteriorment, aconsegueix la protecció del visir de Còrdova, Abu-l-Walid Muhàmmad ibn Jàhwar ar-Raixid, el qual el nomena cronista oficial, i és en aquest període on redacta la major part del Múqtabis i del Matín, els dos títols on es concreta la reelaboració i ampliació dels escrits anteriors. En aquesta època s'enemista amb l'hereu i futur governant de Còrdova, Abd-al-Màlik ibn Muhàmmad al-Mansur, però Muhàmmad ar-Raixid el segueix protegint. Associat al poder i amb un important reconeixement com a historiador, inicia el seu mestratge, i dels deixebles que acollí, destaquen el seu fill l'alfaquí i tradicionalista Abu-l-Qàssim Úmar, el filòleg i tradicionalista Abu-Alí al-Hussayn al-Ghassaní, i el gran geògraf i filòleg Abu-Ubayd al-Bakrí.
Amb la mort de Muhàmmad ar-Raixid perd el càrrec i la vinculació al poder, però continua elaborant la seva obra. Intenta aconseguir la protecció de l'emir de Toledo Yahya ibn Ismaïl al-Mamun, i més tard, la del nou governant de Còrdova, al-Mútamid, emir de Sevilla, sense èxit en ambdós casos.
Ibn Hayyan, oblidat socialment, mor a la seva ciutat natal el 30 d'octubre de 1076, i fou soterrat en el cementeri del Raval.

## Obra

### L'historiador d'al-Àndalus
La seva obra està centrada en la història, on destaquen els dos títols utilitzats profusament per la historiografia de l'Àndalus: el Múqtabis i el Matín, on el primer està centrat en el període omeia, i el segon narra el període que li ha tocat de viure, el desmembrament del califat.
Els diversos i escassos materials conservats de la seva obra ja indiquen que la dita obra s'emmarca en un projecte global, que va anar definint durant tota la seva vida i que arriba a formar un conjunt que els seus contemporanis anomenaren Gran història. Aquest conjunt parteix del sistema legítim del règim amirí vist des del record amable de la seva infantesa i de la posició del seu pare, fins a arribar a la fitna, el desmembrament de l'Estat i la creació dels regnes de taifes, on tracta els personatges principals amb cruesa. Tots dos períodes foren elaborats de forma simultània, des d'un moment inicial fins a l'estructura que ha arribat als nostres dies. Ibn Hayyan comença la seva producció historiogràfica al voltant de l'any 1009, amb una obra en què inicialment recull els fets immediatament anteriors a la fitna, i la mateixa guerra civil; posteriorment amplia aquests materials amb els successos que visqué; i més tard decideix escriure dels primers segles de la presència musulmana en la península, utilitzant fonts anteriors, i és en aquests moments quan apareix el Múqtabis plenament desenvolupat, a mitjan segle xi.
Tot i presentar uns plantejaments sòlids, la seva lectura històrica presenta fissures provocades per la seva visió conservadora, oposada radicalment a les transformacions socials. Els intel·lectuals de l'època, tot admirant els seus mèrits històrics, no assumiran els seus pressupostos ideològics i polítics. Amb tot, el projecte historiogràfic d'Ibn Hayyan és l'eix central del panorama historiogràfic peninsular a l'Edat Mitjana.
El Matín és una obra personal, on predominen els judicis personals, amb una contínua valoració dels fets viscuts per l'autor, amb poques aportacions d'altres autors. El Múqtabis és una compilació d'obres anteriors, però Ibn Hayyan no és simplement l'editor d'aquelles obres, ja que malgrat les opinions d'alguns autors, que indiquen que el seu treball es redueix a citar textualment cròniques més antigues sense retocar-les; l'autor omet alguns paràgrafs i amplia d'altres, a més de substituir paraules i expressions. I per tant aquesta obra és un reflex fidel del pensament i de la visió del món de l'autor, fins i tot en aquelles situacions on les paraules son literals d'un altre autor anterior.

### Obres
- Aẖbār ad-dawla al-ʿāmiriyya (Notícies de l'estat amírida) o Al-ma’ātir al-ʿāmiriyya (Les gestes dels amírides). Llibre que tracta el període d'Almansor. Obra perduda que podria correspondre amb els volums XI i X del Múqtabis.[20]
- Al-Batxa al-kubrà (La tirania major). Descriu els darrer anys del règim jawhàrida de Còrdova, amb Abd-al-Màlik. Obra perduda que podria correspondre al volum final del Matín.[20]
- Intiẖāb al-Jāmiʿ li-ma’ātir Banī Ḫaṭṭāb (Extractes dels fets memorables dels Banū Ḫaṭṭāb). El més segur és que fora una reunió de materials del Múqtabis referents als Banu Khattab. Obra perduda.[20]
- Al-Matīn (El sòlid). És una història de l'Àndalus en el segle xi, des de la fitna fins al posterior període de taifes. Obra perduda però s'ha intentat reconstruir amb materials d'autors posteriors.[21]
- Al-Muqtabis fī ta’rīẖ rijāl al-Andalus (El que agafa d'altre, referit a la història dels homes de l'Àndalus). És la història de la dominació omeia de l'Àndalus, escrita en 10 volums. De les nombroses fonts utilitzades, destaquen especialment al-Qubbaixī, Ibn al-Faradí, Ibn Hàrit al-Khuixaní i Ibn Abd-al-Barr.[22] De les seves parts sols es conserven:

• Muqtabis II. Inclou els regnats d'al-Hàkam I, Abd-ar-Rahman II i la primera part del regnat de Muhàmmad I.
• Muqtabis III. Conservació parcial, on falta la continuació del regnat de Muhàmmad I i el d'al-Múndhir, i es conserva la mort d'aquest i el regnat d'Abd-Al·lah I.
• Muqtabis V. Inclou la primera part del regnat d'Abd-ar-Rahman III.
• Muqtabis VII. Volum perdut en gran part, sols es conserva la part que inclou el final del regnat d'al-Hàkam II, però acaba abans de la seva mort.
- Rasā’il (Epístoles). Sols es conserven alguns fragments.[25]
- Jamʿ bayna kitābay al-Qubbaxī wa-Ibn ʿAfīf (Refosa dels llibres d'al-Qubbaixí i Ibn Afif). Pareix correspondre a un capítol del Múqtabis dedicat als jutges i juristes. Obra perduda.[25]